# Peyrat-la-Nonière
Peyrat-la-Nonière is een gemeente in het Franse departement Creuse (regio Nouvelle-Aquitaine) en telt 474 inwoners (2004). De plaats maakt deel uit van het arrondissement Aubusson.

## Geografie
De oppervlakte van Peyrat-la-Nonière bedraagt 42,2 km², de bevolkingsdichtheid is 11,2 inwoners per km².

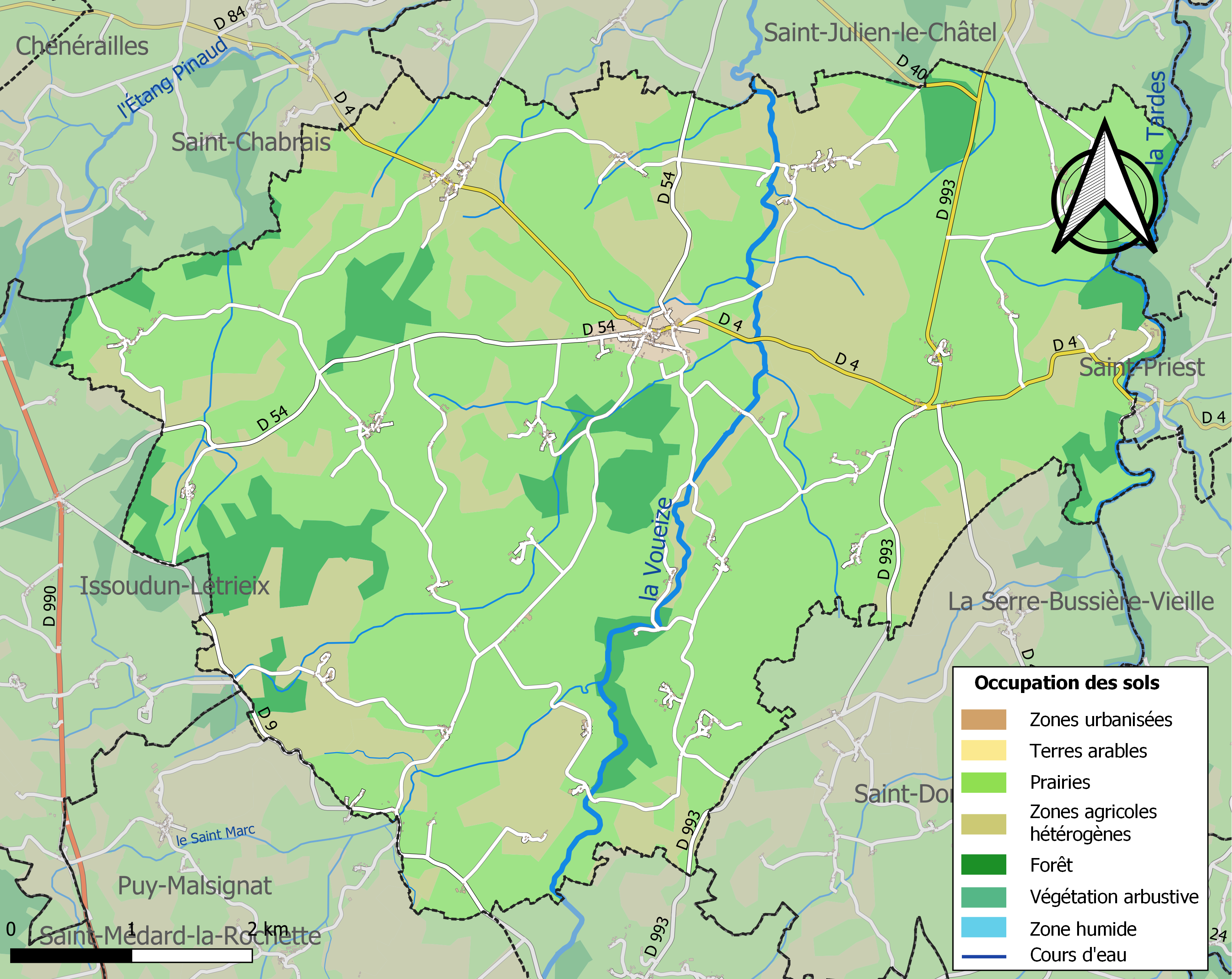
Kaart van de gemeente met de belangrijkste infrastructuur, bodemgebruik en omliggende gemeenten

## Demografie
Onderstaande figuur toont het verloop van het inwonertal (bron: INSEE-tellingen).